# Davi Pretto
Davi Pretto (Porto Alegre, 16 de Junho de 1988) é um cineasta brasileiro, mais conhecido pelos filmes Castanha (2014), Rifle (2016) e Continente (2024).

## Carreira
Se formou em cinema pela PUCRS em 2008. Seu primeiro longa-metragem Castanha estreou em 2014 no 64º Festival de Berlim na mostra Forum e recebeu o Prêmio de Melhor Filme da mostra Novos Rumos do Festival do Rio, além de ter competido nos festivais de Buenos Aires, Edimburgo, Havana, Hong Kong. Em 2017, seu segundo longa-metragem Rifle estreou no 67º Festival de Berlim na mostra Forum e foi vencedor do Prêmio da Crítica, Melhor Roteiro e Melhor Som no 49º Festival de Brasília do Cinema Brasileiro e do Grande Prêmio no Festival de Jeonju. Em 2018, Davi foi selecionado para o DAAD Berlin Artists-in-Residence.    
Seu terceiro longa-metragem Continente foi realizado em co-produção oficial Brasil, França e Argentina, com apoio do no World Cinema Fund. Em 2024, o longa foi exibido na competição principal do 57º Festival de Sitges e recebeu o Prêmio de Melhor Direção no Festival do Rio, na mostra Novos Rumos.     
Seu quarto longa-metragem Futuro Futuro estreou em 2025 no 59° Festival de Karlovy Vary na mostra competitiva Proxima.    
Roteirizou e dirigiu também dez curtas-metragens, entre eles, Quarto de Espera (2009), co-dirigido com Bruno Carboni, Como se Vive, Como se Torce (2014), Metade Homem, Metade Fantasma (2015) e Deserto Estrangeiro (2020). Uma retrospectiva do seu trabalho foi apresentada na Arsenal Film Institut em Berlim.   

## Filmografia
Longas-metragens
- Futuro Futuro (86min, 2025)
- Continente (115min, 2024)
- Rifle (88min, 2016)
- Castanha (95min, 2014)

Curtas-metragens
- Deserto Estrangeiro (23min, 2020)
- Metade Homem, Metade Fantasma (30min, 2015)
- Como se Vive, Como se Torce (13min, 2014).
- Bagagem (16min, 2014).
- De Passagem (11min, 2012).

- Metrô (14min, 2010).
- Quarto de Espera (12min, 2009). co-dirigido com Bruno Carboni.

## Prêmios
- Prêmio de Melhor Direção da mostra Novos Rumos no Festival do Rio por Continente (2024).
- Prêmio da Crítica no Festival de Brasília por Rifle (2016).
- Prêmio de Melhor Roteiro no Festival de Brasília por Rifle (2016).
- Grande Prêmio no Festival de Jeonju por Rifle (2016).[4]
- Prêmio de Melhor Filme no  Panorama Coisa de Cinema por Rifle (2016).[5]
- Prêmio Destaque no  Cine Esquema Novo por Rifle (2016).[6]
- Prêmio Outstanding Art Exploration no  Beijing International Short Film Festival por Metade Homem, Metade Fantasma (2015).[7]
- Prêmio de Melhor Filme da mostra Novos Rumos no Festival do Rio por Castanha (2014).
- Prêmio Feisal Menção Especial no Bafici por Castanha (2014).
- Prêmio Revelação Menção Especial no Festival de Curtas-Metragens de São Paulo por Quarto de Espera (2009).[8]